# Androsace multiscapa
Androsace multiscapa är en viveväxtart som beskrevs av Jean Étienne Duby. Androsace multiscapa ingår i släktet grusvivor, och familjen viveväxter. Inga underarter finns listade i Catalogue of Life.